# Кшанни
Кшанни́ (рос. Кшанны, башк. Кешәнне) — присілок у складі Аургазинського району Башкортостану, Росія. Входить до складу Новокальчирівської сільської ради.
Населення — 417 осіб (2010; 431 в 2002).
Національний склад:
- татари — 57%
- башкири — 42%